# Hermann Michel
Hermann Michel, född 23 april 1912 i Passau, var en tysk SS-Oberscharführer. Han var stationerad i förintelselägret Sobibór och för en tid kommendanten Franz Stangls ställföreträdare.

## Biografi
I mitten av 1930-talet tjänstgjorde Michel som sjuksköterska i Berlin-Buch. Med början i maj 1940 tillhörde Michel personalen vid anstalten i Hartheim, där psykiskt och fysiskt funktionshindrade mördades genom giftinjektion eller i gaskammare inom ramen för Nazitysklands eutanasiprogram Aktion T4. Två av hans kolleger i Hartheim var Franz Stangl och Christian Wirth.
I april 1942 utnämndes Stangl till kommendant i förintelselägret Sobibór och denne valde då Michel till sin ställföreträdare. Lägren Sobibór, Bełżec och Treblinka ingick i Operation Reinhard, förintandet av judarna i Generalguvernementet. Michel tog emot de nyanlända judarna i lägret iförd vitt rock, för att ge intryck av att han var läkare. Han talade lugnande till judarna och sade till dem att de hade kommit till ett arbetsläger. Han instruerade dem att de först skulle få duscha och genomgå desinfektion för att förhindra smittspridning. I själva verket fördes de till gaskamrarna.
Den 14 oktober 1943 utbröt ett fånguppror i Sobibór och omkring 300 personer lyckades fly från lägret in i de omgivande skogarna. Inom kort avbröts Operation Reinhard och personalen, däribland Michel, kommenderades till Trieste för att bekämpa italienska och jugoslaviska partisaner. Stangl angav i en intervju med Gitta Sereny 1971 att de överordnade hade ett särskilt syfte med att sända personalen från Operation Reinhard till Trieste. De ville inte ha några vittnen från dödsapparaten i Sobibór, Bełżec och Treblinka och partisanbekämpning i Trieste-området var mycket riskfyllt.
Enligt Stangl flydde Michel till Egypten efter andra världskriget. En uppgift gör gällande att Michel dog den 8 augusti 1984, men den har aldrig bekräftats.